# Rallye Safari 1981
Le Rallye Safari 1981 (29th East African Safari), disputé du 16 au 20 avril 1981, est la quatre-vingt-onzième manche du championnat du monde des rallyes (WRC) courue depuis 1973, et la quatrième manche du championnat du monde des rallyes 1981.

## Contexte avant la course

### Le championnat du monde

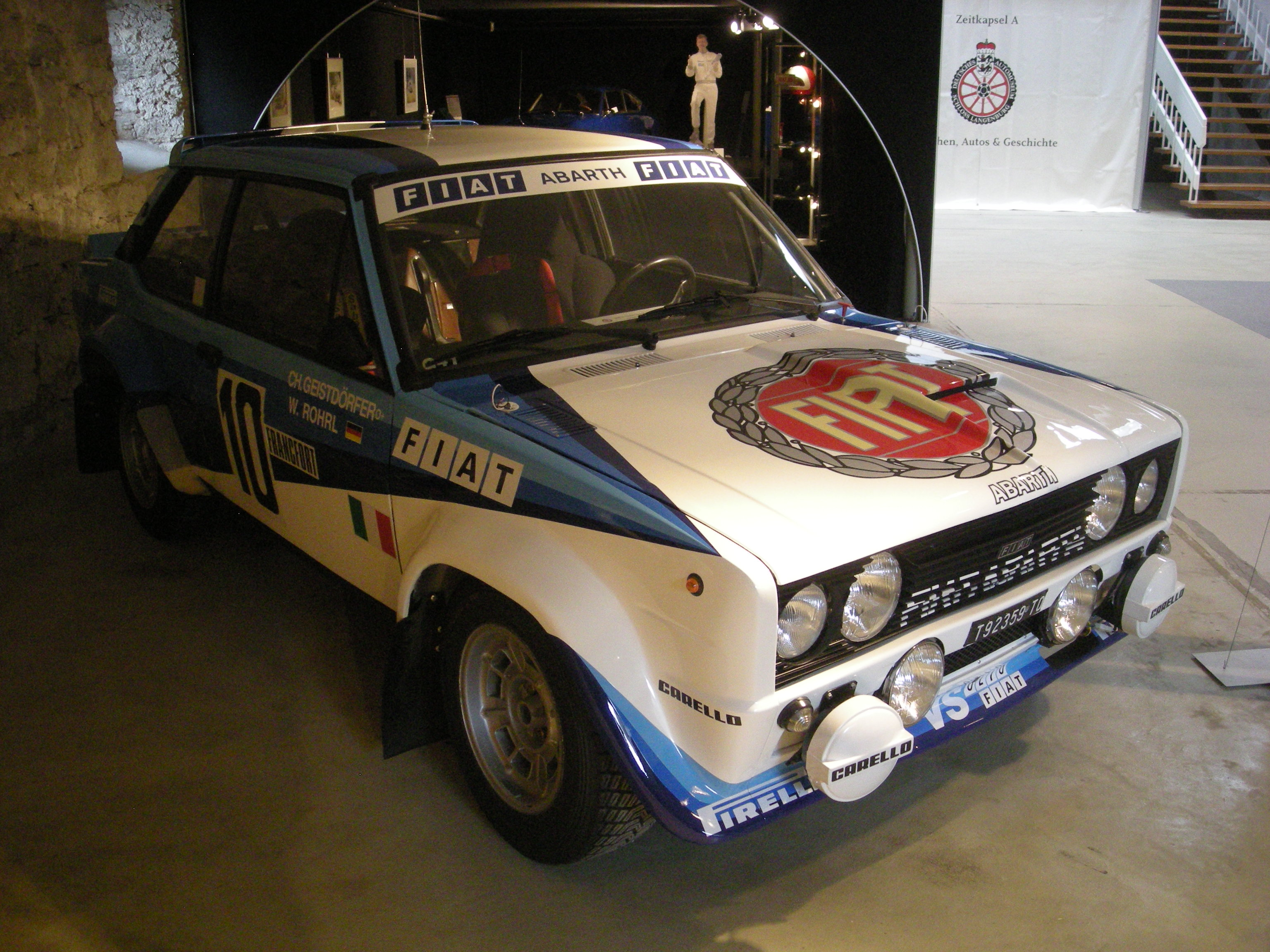
La Fiat 131 Abarth, triple championne du monde (1977, 1978 et 1980).

Ayant succédé en 1973 au championnat international des marques (en vigueur de 1970 à 1972), le championnat du monde des rallyes se dispute sur une douzaine de manches, dont les plus célèbres épreuves routières internationales, telles le Rallye Monte-Carlo, le Safari ou le RAC Rally. Parallèlement au championnat des constructeurs, la Commission Sportive Internationale (CSI) a depuis 1979 créé un véritable championnat des pilotes qui fait suite à la controversée Coupe des conducteurs instaurée en 1977, dont le calendrier incluait des épreuves de second plan. Pour la saison 1981, la CSI a une nouvelle fois exclu la manche suédoise du championnat constructeurs, cette épreuve comptant uniquement pour le classement des pilotes, tout comme le Rallye du Brésil promu cette année au rang mondial. Huit des douze manches du calendrier se disputent en Europe, deux en Afrique et deux en Amérique du Sud. Elles sont réservées aux voitures des catégories suivantes :
- Groupe 1 : voitures de tourisme de série
- Groupe 2 : voitures de tourisme spéciales
- Groupe 3 : voitures de grand tourisme de série
- Groupe 4 : voitures de grand tourisme spéciales

La saison 1980 a été dominée par Fiat, champion du monde des constructeurs pour la troisième fois. La concurrence va avère beaucoup plus rude cette année, le constructeur italien dont la 131 Abarth effectue sa sixième saison devant affronter, en plus de ses adversaires habituels (Talbot, Datsun, Ford et Toyota), un nouvel arrivant, Audi, qui a déployé des moyens importants pour imposer le concept de la transmission intégrale en rallye avec son coupé Quattro, première voiture de grand tourisme à quatre roues motrices. Malgré une mise au point encore imparfaite, ce tout nouveau modèle a fait preuve de sa supériorité sur neige et sur terre et a totalement dominé le dernier Rallye de Suède aux mains d'Hannu Mikkola.

### L'épreuve
À l'époque de sa création en 1953, l'itinéraire du Safari s'étendait sur les territoires du Kenya, du Tanganyika et de l'Ouganda, alors parties de l'Empire britannique. Après la décolonisation, l'épreuve s'est recentrée au Kenya, avec toutefois, jusqu'en 1973, une partie en Tanzanie. Traditionnellement disputée en mars ou en avril, cette épreuve sur piste reste l'une des plus difficiles du championnat, qu'elle se coure en période sèche dans la poussière et la rocaille ou à la saison des pluies, dans la boue, avec de très nombreux passages de gués. Le classement s'établit sur la base du temps imparti, tout retard entraînant une pénalité équivalente, les moyennes élevées imposées entre les nombreux contrôles horaires jalonnant le parcours étant pratiquement impossibles à réaliser, la victoire revenant à l'équipage le moins pénalisé. Les Kényans Joginder Singh et Shekhar Mehta y détiennent le record de victoires, avec trois succès chacun.

## Le parcours
- départ : 16 avril 1981 de Nairobi
- arrivée : 20 avril 1981 à Nairobi
- distance : 4 718 km (4 750 km initialement prévus)

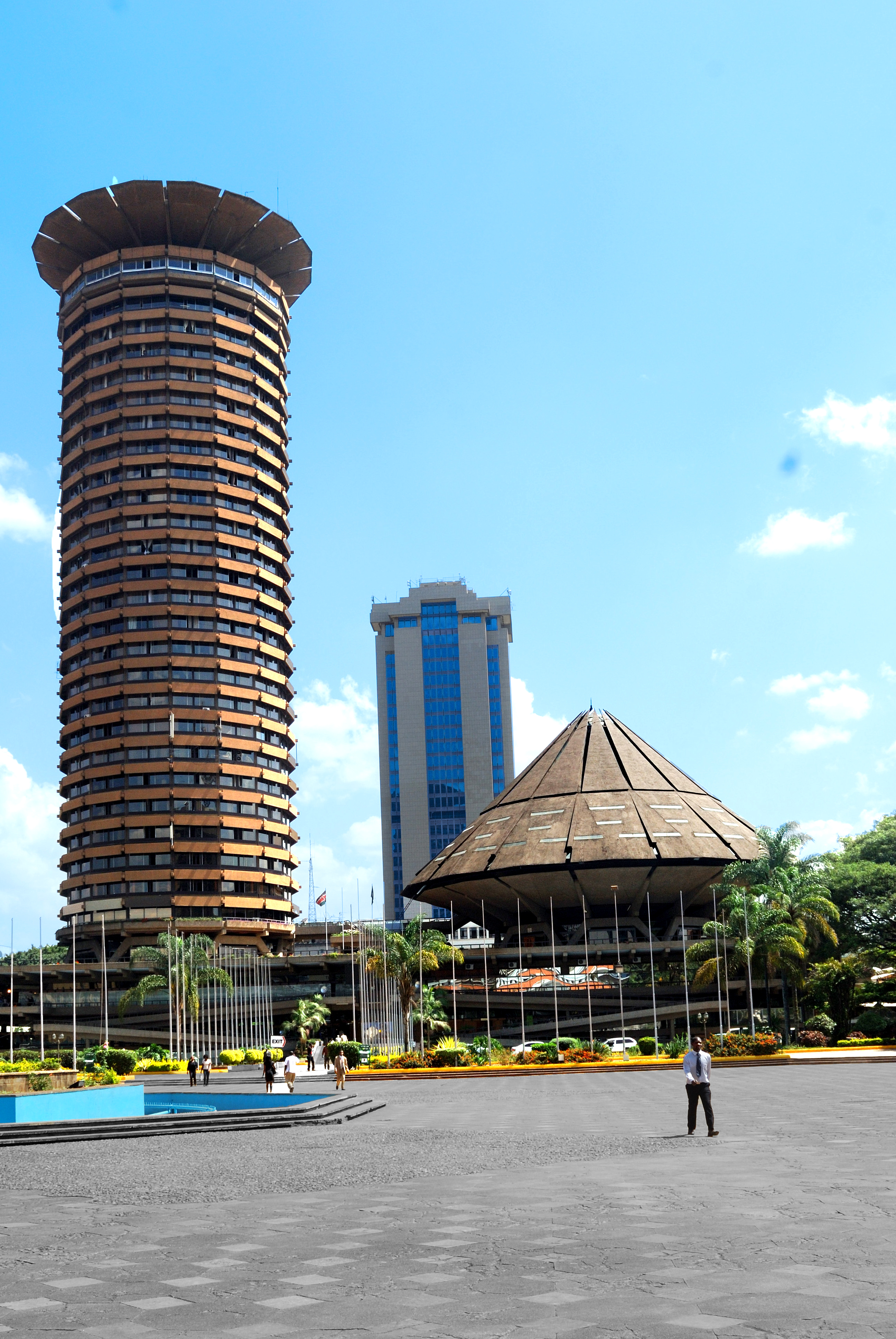
Le KICC de Nairobi, point de départ (fictif cette année) du Safari.

- surface : terre, boue et rocaille, asphalte (minoritaire)
- Parcours divisé en trois étapes, 77 contrôles horaires (C.H.), 84 contrôles initialement prévus[3]

### Première étape
- Nairobi - Kapkurgerwet (point de départ effectif, C.H. n°5) - Kisumu (C.H. n°7) - Eldoret (C.H. n°13) - Nakuru (C.H. n°19) - Nairobi (C.H. n°23), du 16 au 17 avril
- distance : 1 519 km, 19 contrôles horaires, environ 280 km sans contrôle entre Nairobi et Kapkurgerwet (23 contrôles initialement prévus)

### Deuxième étape
- Nairobi (C.H. n°24) - Emali (C.H. n°28) - Mwatate (C.H. n°33) - Samburu (C.H. n°36) - Mombasa (C.H. n°43) - Maunbu (C.H. n°48) - Mayani (C.H. n°55) - Nairobi (C.H. n°59), du 17 au 19 avril
- distance : 1 753 km, 35 contrôles horaires (36 contrôles initialement prévus)

### Troisième étape
- Nairobi (C.H. n°60) - Naivasha (C.H. n°62) - Kaptagat (C.H. n°68) - Colcheccio (C.H. n°73) - Nyeri (C.H. n°82) - Nairobi (C.H. n°84), du 19 au 20 avril
- distance : 1 446 km, 23 contrôles horaires (1 478 km et 25 contrôles initialement prévus[4])

## Les forces en présence
- Datsun

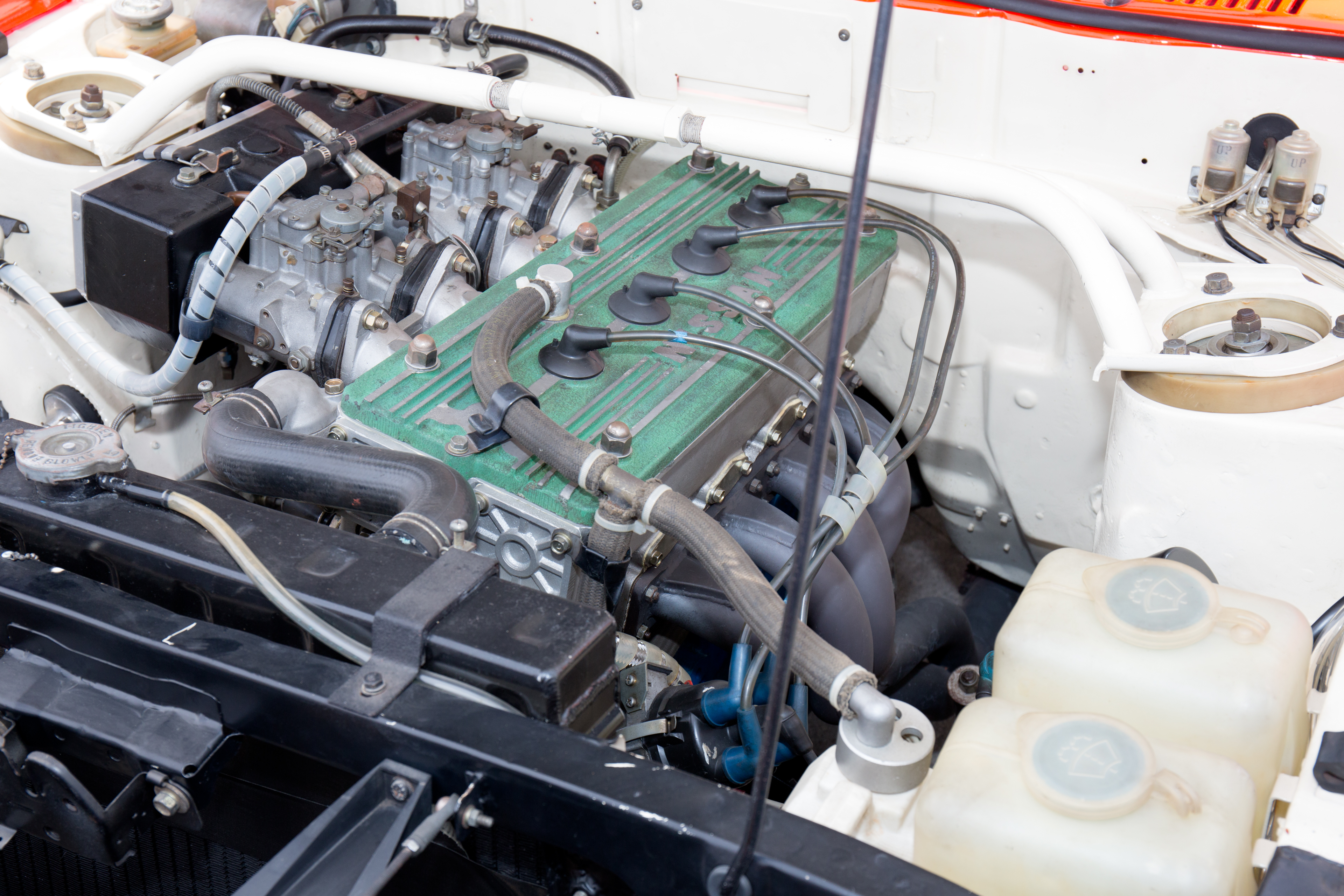
Le moteur multisoupape de la Datsun Violet GT développe 230 chevaux.

Vainqueur des deux dernières éditions du Safari, le constructeur nippon a engagé cinq voitures : deux Violet GT groupe 4 (1100 kg, moteur quatre cylindres deux litres seize soupapes, 230 chevaux) pour Shekhar Mehta et Rauno Aaltonen, une Silvia 200 SX groupe 2 (quatre cylindres, deux litres huit soupapes, 200 chevaux) pour Timo Salonen, une 160J groupe 2 (même moteur que la Silvia) pour Mike Kirkland et une Bluebird Turbo groupe 2 (moteur quatre cylindres de 1800 cm3 suralimenté, 230 chevaux) pour Johnny Hellier. Toutes ces voitures sont équipées de pneus Dunlop de fabrication japonaise.
- Opel

L'Euro Händler Team a préparé deux Opel Ascona 400 groupe 4 aux couleurs Publimmo pour Anders Kulläng et Jochi Kleint. Pesant environ 1200 kg en version piste, elles sont équipées d'un moteur quatre cylindres de 2420 cm3 développé chez Cosworth, d'une puissance de 240 chevaux. Par rapport à l'année précédente, les demi-arbres de roues ont été renforcés. Les Opel utiliseront des pneus Nora.
- Peugeot

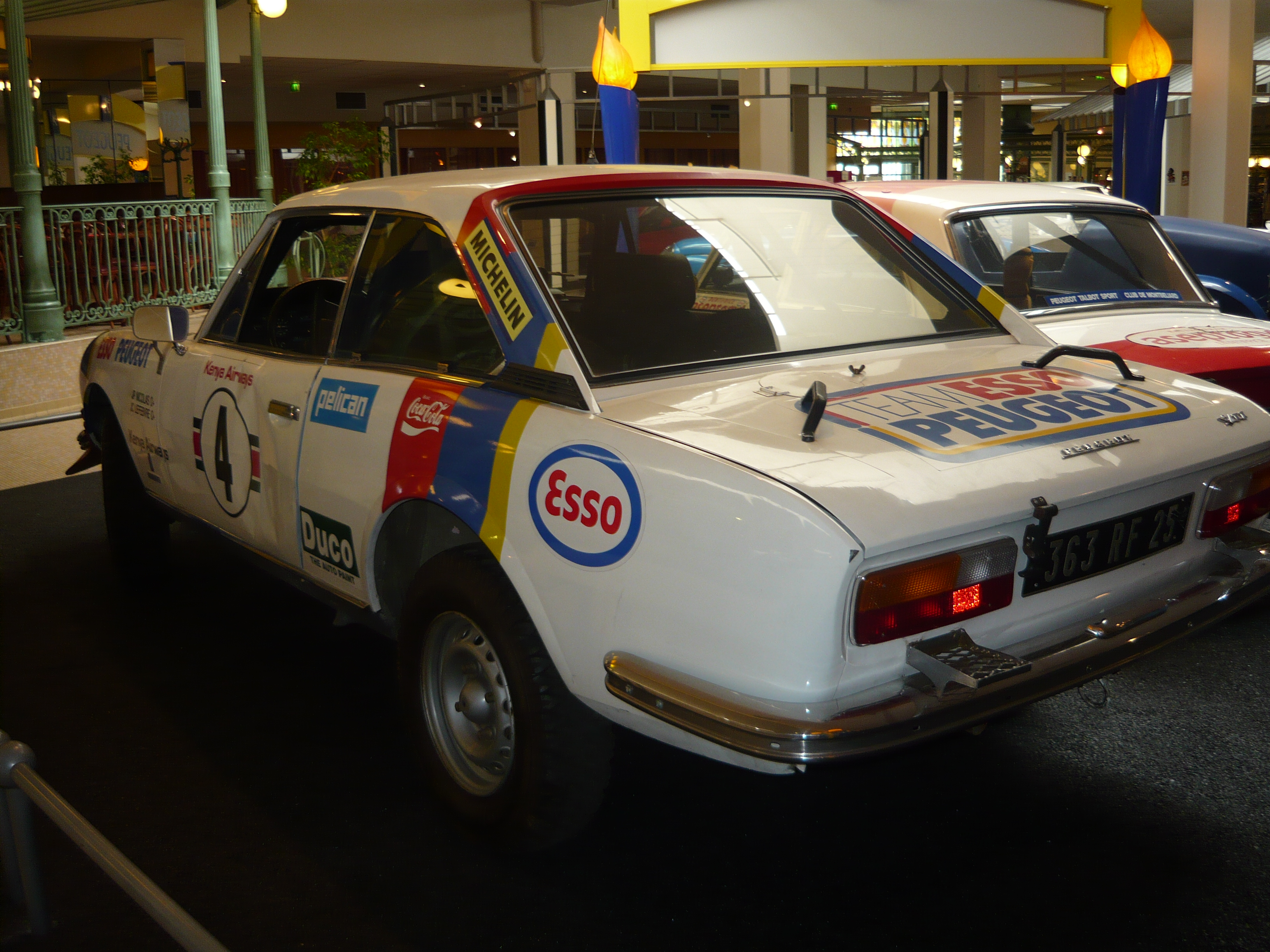
Retour des coupés 504 V6 groupe 4, absents au Safari en 1980.

Après avoir manqué l'épreuve en 1980, la marque sochalienne fait une réapparition au Safari, avec quatre coupés 504 V6 groupe 4. Trois sont équipés de la dernière version du moteur V6 de 2664 cm3, d'une puissance de 245 chevaux à 7500 tr/min, et d'une boîte de vitesses modifiée, avec meilleur étagement des rapports. Chaussés de pneus Michelin TRX, ils sont confiés à Timo Mäkinen, Guy Fréquelin et Jean-Claude Lefebvre. Le quatrième coupé, aux mains d'Alain Ambrosino, ne bénéficie pas de ces dernières évolutions, son moteur développant 230 chevaux. Ambrosino utilise les pneus Michelin standard. Pesant 1300 kg, ces voitures sont les plus lourdes de leur catégorie.
- Dodge

Première apparition officielle au Safari pour le groupe Chrysler USA, qui engage quatre Dodge Ramcharger groupe 2 pour Sandro Munari, Rod Hall, Malcolm Smith et Robin Ulyate. Ces gros 4x4 pèsent 2200 kg ; leur moteur V8 de 5700 cm3 développe 400 chevaux à 6000 tr/min. Ils sont dotés d'une boîte de vitesses automatique à trois rapports et chaussés de pneus Goodrich.
- Fiat

Le pilote local Rob Collinge s'aligne à titre privé sur une Fiat 131 Abarth groupe 4. Renforcée pour le Safari, cette voiture de 230 chevaux pèse plus de 1200 kg. Collinge utilise des pneus Pirelli.
- Lada

L'Autrichien Franz Wittmann a engagé une Lada 1600 groupe 2, une voiture dont la puissance se limite à 100 chevaux.

## Déroulement de la course

### Première étape

#### Nairobi - Kisumu

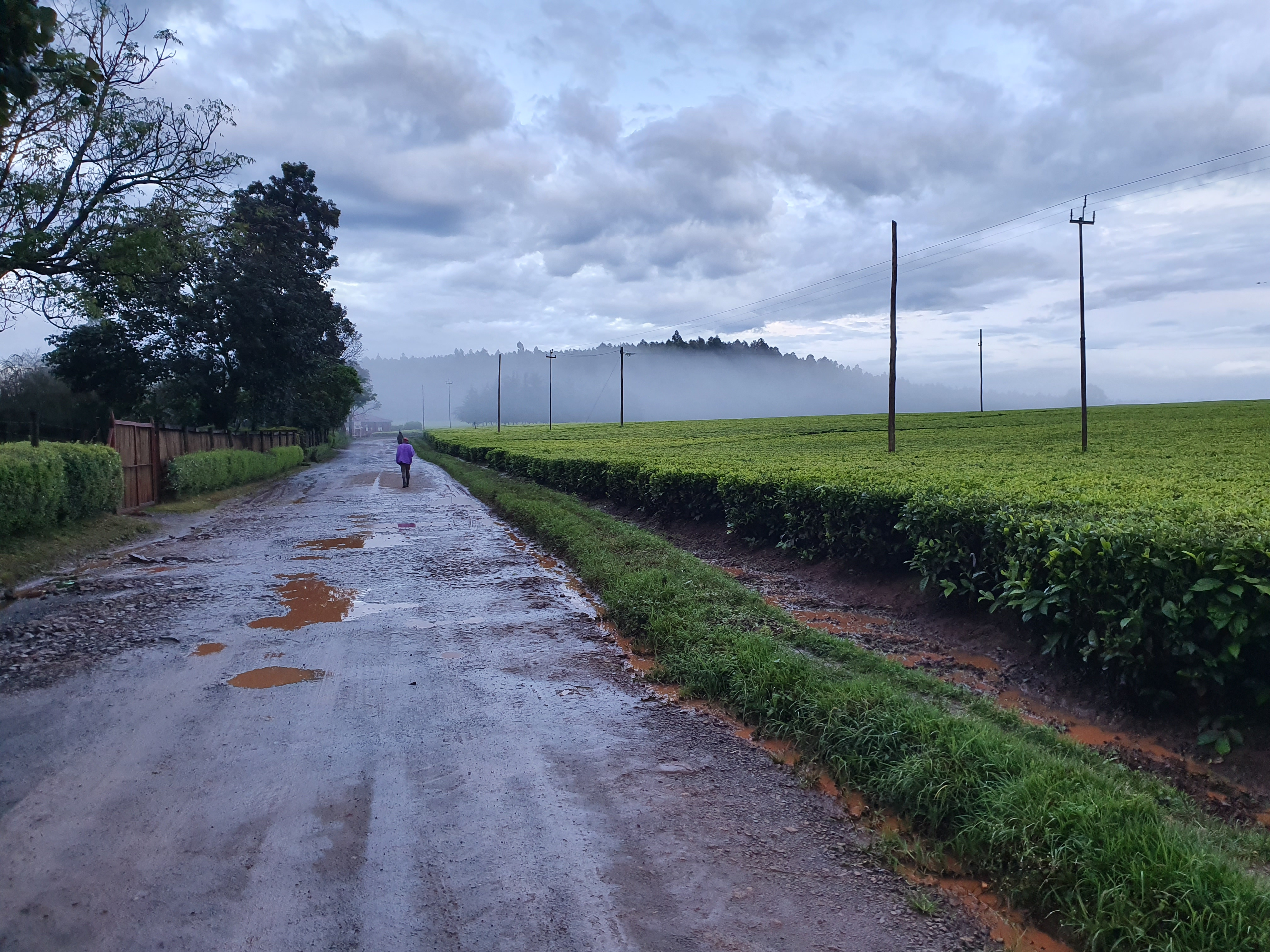
À cause des inondations dans la vallé du Rift, les concurrents doivent emprunter la route principale de Nairobi à Kericho, passant près de la forêt Mau.

Des pluies diluviennes se sont abattues dans la région de Nairobi et l’itinéraire prévu entre la capitale kényane et Kericho (dans la vallée du Rift) ne peut être emprunté, les gués étant devenus infranchissables. Aussi les organisateurs ont-ils modifié le parcours, les voitures partant tout de même de Nairobi et devant rejoindre directement Kapkurgerwet (village jouxtant Kericho), d'où va être donné le départ effectif, en parcourant 280 kilomètres de route nationale, sans contrôle horaire.
Les 70 concurrents s'élancent donc tranquillement de Nairobi le jeudi en fin d'après-midi, le temps alloué pour rejoindre le premier contrôle horaire étant très large. Bloquées deux jours par les douanes, les Dodge Ramcharger n'ont pu être totalement testées par leurs pilotes avant le départ et Sandro Munari va en subir les conséquences, la boîte de vitesses de son 4x4 cédant avant même qu'il n'ait pu rejoindre Kapkurgerwet ! Sur la piste allant vers le Lac Victoria, beaucoup subissent des crevaisons. Anders Kulläng crève également, peu avant un point de contrôle. Il accomplit les deux derniers kilomètres du secteur sans changer de roue, le remplacement s'effectuant par les mécaniciens d'Opel au point d'assistance. Il prend le commandement de la course, rejoignant le parc de regroupement de Kisumu avec une minute d'avance sur la Datsun de Timo Salonen et deux minutes sur la Peugeot de Guy Fréquelin. Parmi les favoris, Shekhar Mehta est celui qui a été le plus affecté par les crevaisons, sa Datsun ne pointe qu'en onzième position, avec dix minutes de retard.
| Pos. | Pilote               | Copilote                | Voiture               | Groupe | Pénalisations | Écart    |
| ---- | -------------------- | ----------------------- | --------------------- | ------ | ------------- | -------- |
| 1    | Anders Kulläng       | Bruno Berglund          | Opel Ascona 400       | 4      | 11 min        |          |
| 2    | Timo Salonen         | Seppo Harjanne          | Datsun Silvia 200 SX  | 2      | 12 min        | + 1 min  |
| 3    | Guy Fréquelin        | Jean Todt               | Peugeot 504 V6 coupé  | 4      | 13 min        | + 2 min  |
| 4    | Rauno Aaltonen       | Lofty Drews             | Datsun Violet GT      | 4      | 14 min        | + 3 min  |
| 4=   | Timo Mäkinen         | Atso Aho                | Peugeot 504 V6 coupé  | 4      | 14 min        | + 3 min  |
| 6    | Alain Ambrosino      | Jean-François Fauchille | Peugeot 504 V6 coupé  | 4      | 17 min        | + 6 min  |
| 7    | Johnny Hellier       | John Hope               | Datsun Bluebird Turbo | 2      | 18 min        | + 7 min  |
| 7=   | Rob Collinge         | John Lyall              | Fiat 131 Abarth       | 4      | 18 min        | + 7 min  |
| 9    | Malcolm Smith        | David Doig              | Dodge Ramcharger      | 2      | 19 min        | + 8 min  |
| 10   | Jochi Kleint         | Gunther Wanger          | Opel Ascona 400       | 4      | 20 min        | + 9 min  |
| 11   | Shekhar Mehta        | Mike Doughty            | Datsun Violet GT      | 4      | 21 min        | + 10 min |
| 12   | Jean-Claude Lefebvre | Christian Delferrier    | Peugeot 504 V6 coupé  | 4      | 25 min        | + 14 min |

#### Kisumu - Nakuru
La nuit va s'avérer rude pour les équipages, qui doivent effectuer un parcours difficile sous la pluie, affrontant également d'épaisses nappes de brouillard. Mehta exploite sa parfaite connaissance du terrain pour rapidement remonter en troisième position. Peu avant Endebess, Salonen s'est emparé du commandement de la course, mais Kulläng le lui a repris aussitôt. Le pilote suédois va ensuite accentuer son avance, ralliant Nakuru le vendredi matin avec onze minutes de marge sur Salonen. Troisième, Mehta est talonné par son coéquipier Rauno Aaltonen. Ils sont suivis par les deux Peugeot de Fréquelin et Mäkinen. Chez Datsun, on a fait remplacer les ponts arrière des cinq voitures officielles juste avant l'entrée au parc de regroupement, une opération de maintenance préventive qui sur ces voitures prend à peine un quart d'heure et n'a coûté aux équipages que deux minutes de pénalisation supplémentaires.
| Pos. | Pilote         | Copilote       | Voiture              | Groupe | Écart    |
| ---- | -------------- | -------------- | -------------------- | ------ | -------- |
| 1    | Anders Kulläng | Bruno Berglund | Opel Ascona 400      | 4      |          |
| 2    | Timo Salonen   | Seppo Harjanne | Datsun Silvia 200 SX | 2      | + 11 min |
| 3    | Shekhar Mehta  | Mike Doughty   | Datsun Violet GT     | 4      |          |
| 4    | Rauno Aaltonen | Lofty Drews    | Datsun Violet GT     | 4      |          |
| 5    | Guy Fréquelin  | Jean Todt      | Peugeot 504 V6 coupé | 4      |          |
| 6    | Timo Mäkinen   | Atso Aho       | Peugeot 504 V6 coupé | 4      |          |

#### Nakuru - Nairobi

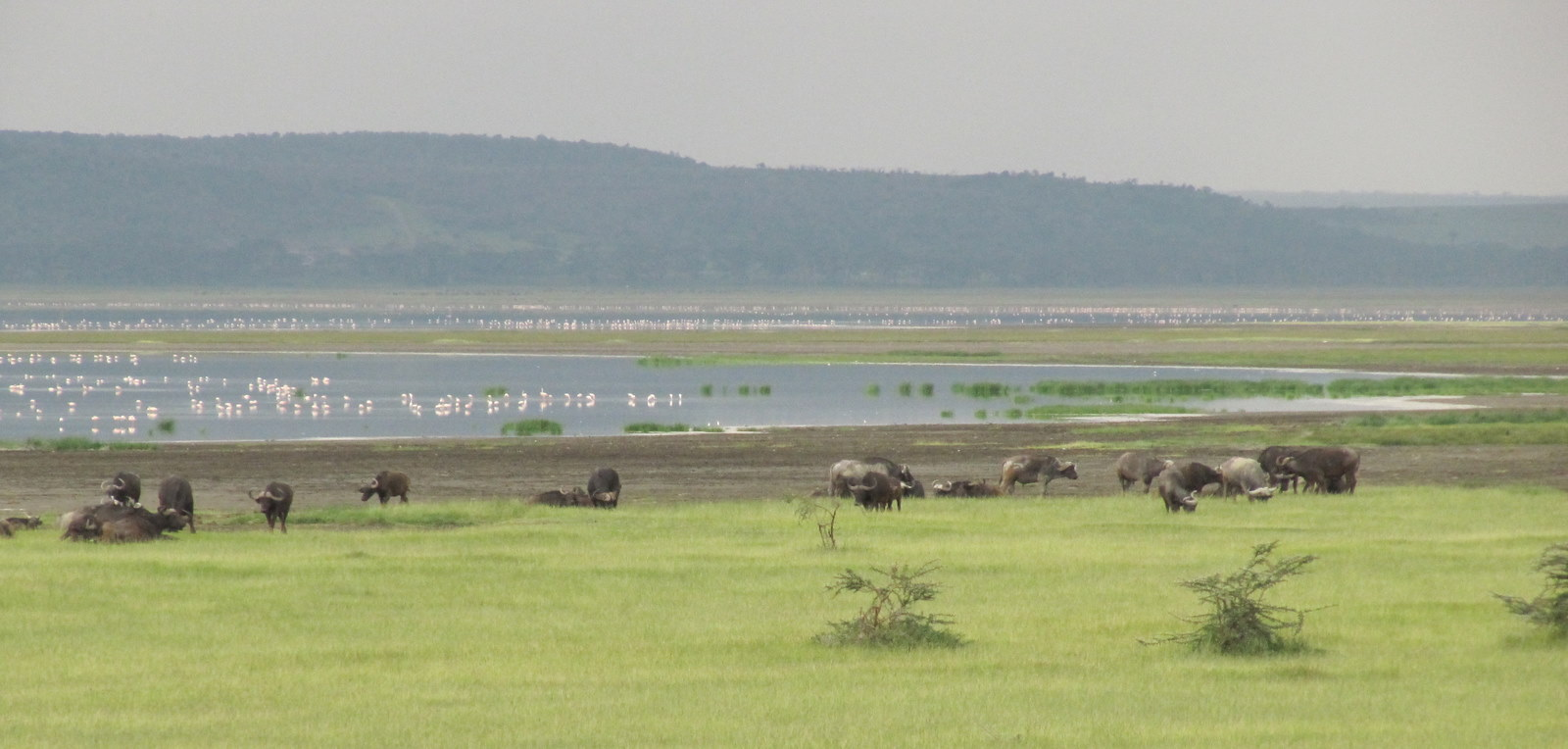
Les abords du lac Nakuru, sur le parcours de la première étape.

Le soleil est revenu lorsque les concurrents repartent de Nakuru, après trois heures de repos. Mais après Naivasha la pluie refait son apparition, transformant par endroits les pistes en véritables bourbiers. Les quatre premiers vont effectuer le parcours sans encombre mais, hormis Mäkinen qui perd quelques minutes à cause de problèmes d'embrayage et de freins, les autres pilotes Peugeot vont être très retardés : Fréquelin casse une tige de suspension et endommage une biellette de suspension à pleine vitesse, perdant plus d'une heure et frisant la mise hors course dans ce secteur ; Jean-Claude Lefebvre tombe tout d'abord en panne sèche, perdant plus d'une demi-heure, avant de perdre plus encore à cause de problèmes d'amortisseurs ; le quatrième coupé 504, aux mains d'Alain Ambrosino, déjà pénalisé par de multiples crevaisons, va également perdre plus d'une heure après s'être embourbé. En tête, tout va bien pour Kulläng qui rallie Nairobi avec près d'un quart d'heure d'avance sur Salonen, mais la seconde Opel, aux mains de Jochi Kleint, qui a perdu près d'une heure et demie à cause d'une biellette de direction cassée dans le secteur de Naivasha, est retombée à la dixième place. Mehta et Aaltonen, toujours respectivement troisième et quatrième, sont proches de leur coéquipier Salonen. Mäkinen n'est pas loin derrière mais ensuite les écarts sont beaucoup plus importants. Kirkland occupe désormais la sixième place, sur sa Datsun, à près de cinquante minutes de l'Opel de tête. Il précède les Peugeot de Lefebvre et Fréquelin, qui encadrent la Datsun d'Hellier, de plus d'une heure. Ils ne reste plus que quarante-quatre voitures en course.
| Pos. | Pilote               | Copilote                | Voiture               | Groupe | Pénalisations | Écart        |
| ---- | -------------------- | ----------------------- | --------------------- | ------ | ------------- | ------------ |
| 1    | Anders Kulläng       | Bruno Berglund          | Opel Ascona 400       | 4      | 1 h 02 min    |              |
| 2    | Timo Salonen         | Seppo Harjanne          | Datsun Silvia 200 SX  | 2      | 1 h 16 min    | + 14 min     |
| 3    | Shekhar Mehta        | Mike Doughty            | Datsun Violet GT      | 4      | 1 h 21 min    | + 19 min     |
| 4    | Rauno Aaltonen       | Lofty Drews             | Datsun Violet GT      | 4      | 1 h 23 min    | + 21 min     |
| 5    | Timo Mäkinen         | Atso Aho                | Peugeot 504 V6 coupé  | 4      | 1 h 28 min    | + 26 min     |
| 6    | Mike Kirkland        | Dave Haworth            | Datsun 160J PA10      | 2      | 1 h 51 min    | + 49 min     |
| 7    | Jean-Claude Lefebvre | Christian Delferrier    | Peugeot 504 V6 coupé  | 4      | 2 h 54 min    | + 1 h 52 min |
| 8    | Johnny Hellier       | John Hope               | Datsun Bluebird Turbo | 2      | 2 h 56 min    | + 1 h 54 min |
| 9    | Guy Fréquelin        | Jean Todt               | Peugeot 504 V6 coupé  | 4      | 3 h 05 min    | + 2 h 03 min |
| 10   | Jochi Kleint         | Gunther Wanger          | Opel Ascona 400       | 4      | 3 h 08 min    | + 2 h 06 min |
| 11   | Yoshio Iwashita      | Yoshimasa Nakahara      | Datsun Silvia 200 SX  | 2      | 3 h 16 min    | + 2 h 14 min |
| 12   | Alain Ambrosino      | Jean-François Fauchille | Peugeot 504 V6 coupé  | 4      | 3 h 45 min    | + 2 h 43 min |

### Deuxième étape

#### Nairobi - Mombasa

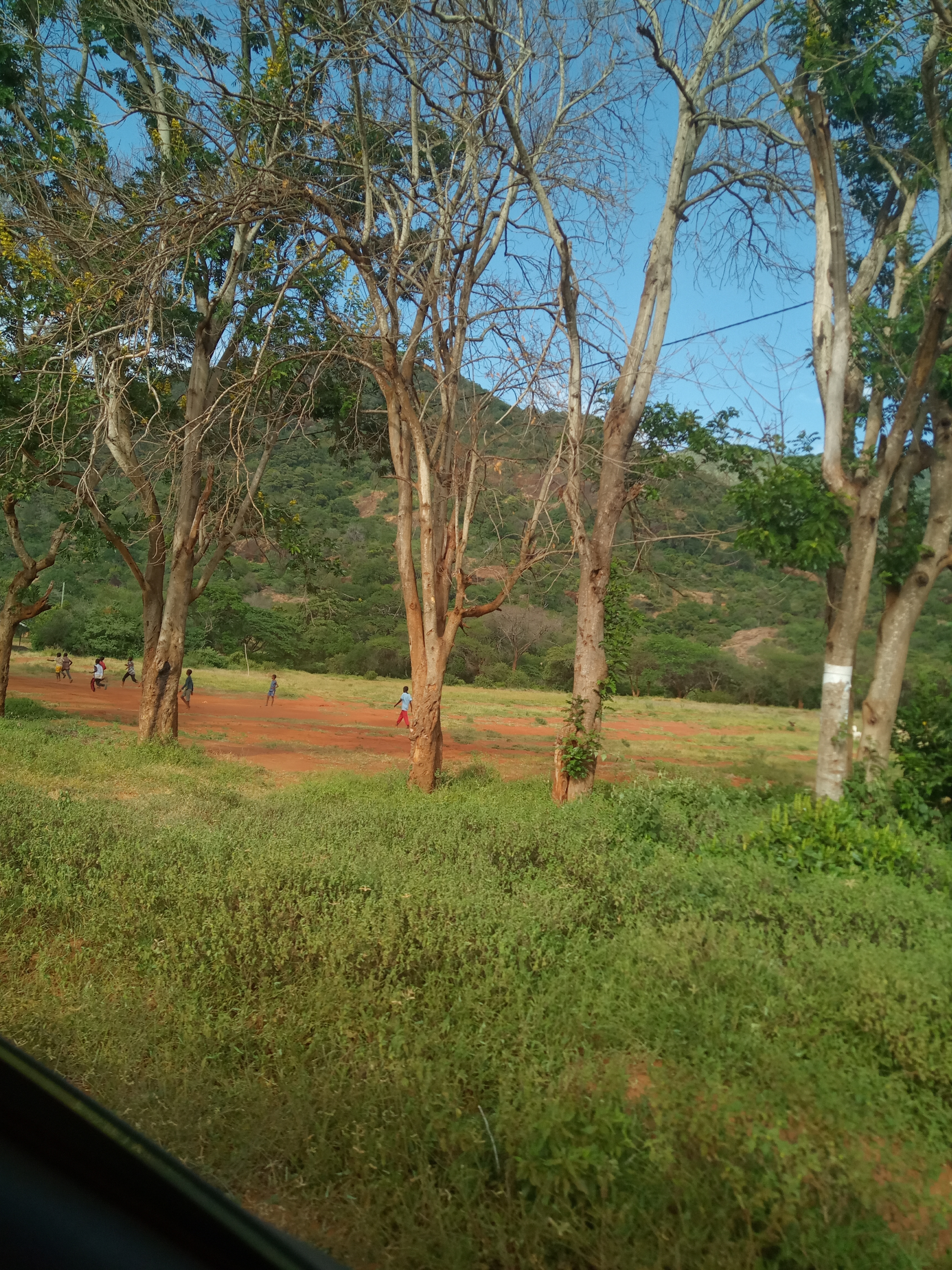
Dans le secteur des monts Taita, la piste est restée boueuse.

Les concurrents restant en course repartent de Nairobi le vendredi, un peu avant minuit, en direction du sud-est, vers l'océan Indien. La piste étant inondée dans le secteur de Kasikeu, l'itinéraire de début d'étape est modifié, empruntant soixante-dix kilomètres de route nationale entre Mathatani et Emali, à effectuer en une heure. Au sud d'Emali, la piste est sèche et les équipages affrontent alors la poussière. Mäkinen ne va pas très loin, trahi par l'embrayage de sa 504. Aucun incident ne vient entraver la progression des autres favoris jusqu'à l'approche des monts Taita, où la piste est restée boueuse. Alors que Kleint perd à nouveau du temps à faire remplacer sa boîte de vitesses, Salonen, gêné par deux 4x4 qui le croisent, n'entend pas l'annonce de son copilote et sort de la route au virage suivant. Il perd plus de dix minutes et se retrouve quatrième derrière ses coéquipiers Mehta et Aaltonen. Par précaution, on change les suspensions des Datsun d'usine avant le regroupement au parc fermé de Mombasa. Kulläng mène toujours, avec vingt-trois minutes d'avance sur Mehta et Aaltonen, à égalité. Quatrième, Salonen compte un peu plus d'une demi-heure de retard.
| Pos. | Pilote               | Copilote             | Voiture              | Groupe | Écart    |
| ---- | -------------------- | -------------------- | -------------------- | ------ | -------- |
| 1    | Anders Kulläng       | Bruno Berglund       | Opel Ascona 400      | 4      |          |
| 2    | Shekhar Mehta        | Mike Doughty         | Datsun Violet GT     | 4      | + 23 min |
| 2=   | Rauno Aaltonen       | Lofty Drews          | Datsun Violet GT     | 4      | + 23 min |
| 4    | Timo Salonen         | Seppo Harjanne       | Datsun Silvia 200 SX | 2      |          |
| 5    | Mike Kirkland        | Dave Haworth         | Datsun 160J PA10     | 2      |          |
| 6    | Jean-Claude Lefebvre | Christian Delferrier | Peugeot 504 V6 coupé | 4      |          |

#### Mombasa - Nairobi
Les conditions de piste restent identiques pour le retour sur Nairobi : piste sèche à l'exception du secteur des monts Taita, boueux. Dans la poussière, Mehta reprend un peu d'avance sur Aaltonen. Dans le secteur de Voi, Kulläng, toujours en tête, se retrouve soudain face à un troupeau de vaches qu'il ne peut éviter. Il en percute trois, endommageant sérieusement l'avant de son Opel. Il perd près de trois quarts d'heure et tombe à la quatrième place, derrière Mehta, Aaltonen et Salonen. Au point d'assistance suivant, la réparation du radiateur de la direction et de la suspension avant lui coûte trente-cinq minutes supplémentaires, lui faisant perdre encore une place au profit de Kirkland. Quatre Datsun sont désormais au commandement de la course, emmenées par Mehta. Le pilote kényan regagne Nairobi avec cinq minutes d'avance sur Aaltonen et treize sur Salonen. La victoire va se jouer entre ces trois pilotes de l'équipe japonaise, les autres équipages, emmenés par Kirkland, comptant plus d'une heure de retard. Vingt-huit concurrents sont parvenus au terme de cette deuxième étape.

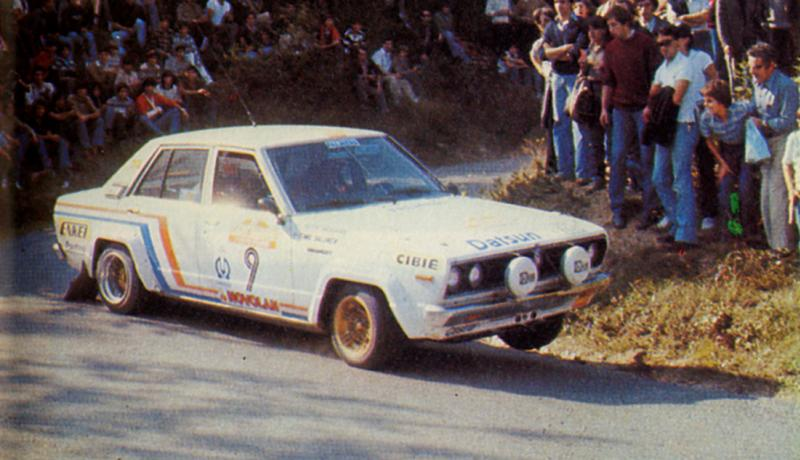
Au terme de la seconde étape, les Datsun se sont emparées des quatre premières places. Ici une 160J groupe 2 semblable à celle de Kirkland.

| Pos. | Pilote               | Copilote             | Voiture              | Groupe | Pénalisations | Écart        |
| ---- | -------------------- | -------------------- | -------------------- | ------ | ------------- | ------------ |
| 1    | Shekhar Mehta        | Mike Doughty         | Datsun Violet GT     | 4      | 2 h 21 min    |              |
| 2    | Rauno Aaltonen       | Lofty Drews          | Datsun Violet GT     | 4      | 2 h 26 min    | + 5 min      |
| 3    | Timo Salonen         | Seppo Harjanne       | Datsun Silvia 200 SX | 2      | 2 h 34 min    | + 13 min     |
| 4    | Mike Kirkland        | Dave Haworth         | Datsun 160J PA10     | 2      | 3 h 22 min    | + 1 h 01 min |
| 5    | Anders Kulläng       | Bruno Berglund       | Opel Ascona 400      | 4      | 4 h 11 min    | + 1 h 50 min |
| 6    | Jean-Claude Lefebvre | Christian Delferrier | Peugeot 504 V6 coupé | 4      | 5 h 38 min    | + 3 h 17 min |
| 7    | Yoshio Iwashita      | Yoshimasa Nakahara   | Datsun Silvia 200 SX | 2      | 5 h 45 min    | + 3 h 24 min |
| 8    | Jochi Kleint         | Gunther Wanger       | Opel Ascona 400      | 4      | 5 h 52 min    | + 3 h 31 min |
| 9    | Jayant Shah          | Rishad Ramir         | Datsun 160J PA10     | 4      | 6 h 05 min    | + 3 h 44 min |
| 10   | Rob Collinge         | John Lyall           | Fiat 131 Abarth      | 4      | 7 h 05 min    | + 4 h 44 min |
| 11   | Malcolm Smith        | David Doig           | Dodge Ramcharger     | 2      |               |              |
| 12   | Robin Ulyate         | Ian Street           | Dodge Ramcharger     | 2      |               |              |

### Troisième étape

#### Nairobi - Colcheccio
Les équipages repartent le dimanche après-midi, en direction du nord, retrouvant les pistes détrempées et les bourbiers, une partie de l'itinéraire initialement prévu étant remplacée par un tronçon asphalté. Les Datsun dominent, augmentant encore leur avance sur Kulläng. Aucune consigne n'a été donnée dans l'équipe japonaise et Mehta et Aaltonen se livrent un beau duel pour la victoire. Alors qu'il était remonté à la septième place malgré des problèmes de direction et de suspension sur sa Fiat, Rob Collinge doit renoncer après s'être profondément embourbé. De nuit, entre Marigat et Baringo, seuls les premiers parviennent à passer un des principaux gués, avant une brusque montée des eaux de la rivière. Ambrosino, déjà très attardé, se fait piéger à cet endroit. L'eau pénètre à l'intérieur de la voiture, emportant affaires et papiers. L'équipage parviendra à se faire remorquer et à repartir, mais la perte du carnet de pointage leur vaudra une mise hors course à l'arrivée. Beaucoup d'autres équipages devront également se faire tracter dans ce secteur. Kulläng ne parviendra pas à repartir, circuit électrique endommagé. Mehta perd alors près d'un quart d'heure, ayant cassé une bague de direction au passage d'un trou, permettant à Aaltonen de prendre la tête. Très momentanément, car les organisateurs annulent les résultats de ce secteur, sous prétexte que la plupart des vingt-équipages restant en course ont dû faire appel à une aide extérieure pour franchir la rivière à gué. Cette décision, contestée par Aaltonen, replace Mehta en tête, avec un avantage de quatre minutes sur son coéquipier. Très frustré, ce dernier attaque de plus belle mais effectue une petite sortie de route, endommageant direction et transmission, sortie qui lui coûte une demi-heure. Au regroupement de Colcheccio, Mehta possède désormais trente-cinq minutes d'avance sur Aaltonen. Salonen a dû faire remplacer son joint de culasse ; il a perdu deux heures et rétrogradé à la quatrième place, derrière Kirkland. 
| Pos. | Pilote               | Copilote             | Voiture              | Groupe | Écart    |
| ---- | -------------------- | -------------------- | -------------------- | ------ | -------- |
| 1    | Shekhar Mehta        | Mike Doughty         | Datsun Violet GT     | 4      |          |
| 2    | Rauno Aaltonen       | Lofty Drews          | Datsun Violet GT     | 4      | + 35 min |
| 3    | Mike Kirkland        | Dave Haworth         | Datsun 160J PA10     | 2      |          |
| 4    | Timo Salonen         | Seppo Harjanne       | Datsun Silvia 200 SX | 2      |          |
| 5    | Jochi Kleint         | Gunther Wanger       | Opel Ascona 400      | 4      |          |
| 6    | Jean-Claude Lefebvre | Christian Delferrier | Peugeot 504 V6 coupé | 4      |          |

#### Colcheccio - Nairobi
Les vingt-cinq équipages restant en course repartent vers Nairobi après quelques heures de pause. La fin de parcours est très animée. Mehta adopte tout d'abord une allure plus modérée, mais Aaltonen fait le forcing pour rattraper son retard.. Peu avant Nyeri, il rattrape et double son coéquipier qui, ne voulant pas perdre toute son avance, prend aussitôt sa roue et tente peu après de repasser devant ; les deux voitures vont alors se toucher, heureusement sans dommage. Mais au parc de Nyeri la situation entre les deux coéquipiers est très tendue, chacun accusant l'autre d'avoir voulu le 'sortir' ! Finalement, après être revenu à cinq minutes de la Datsun de tête, Aaltonen acceptera la discipline d'équipe, Mehta rentrant le premier à Nairobi. le pilote finlandais portera cependant réclamation contre l'annulation du contrôle de Baringo, une réclamation tout d'abord acceptée puis rejetée après appel de Mehta, qui remporte finalement son quatrième Safari. C'est un triomphe pour Datsun, qui place ses voitures aux quatre premières places, seul Hellier ayant abandonné. Vingt-deux équipages ont terminé l'épreuve, mais après la mise hors course d'Ambrosino seuls vingt-et-un sont classés.

### Classement général

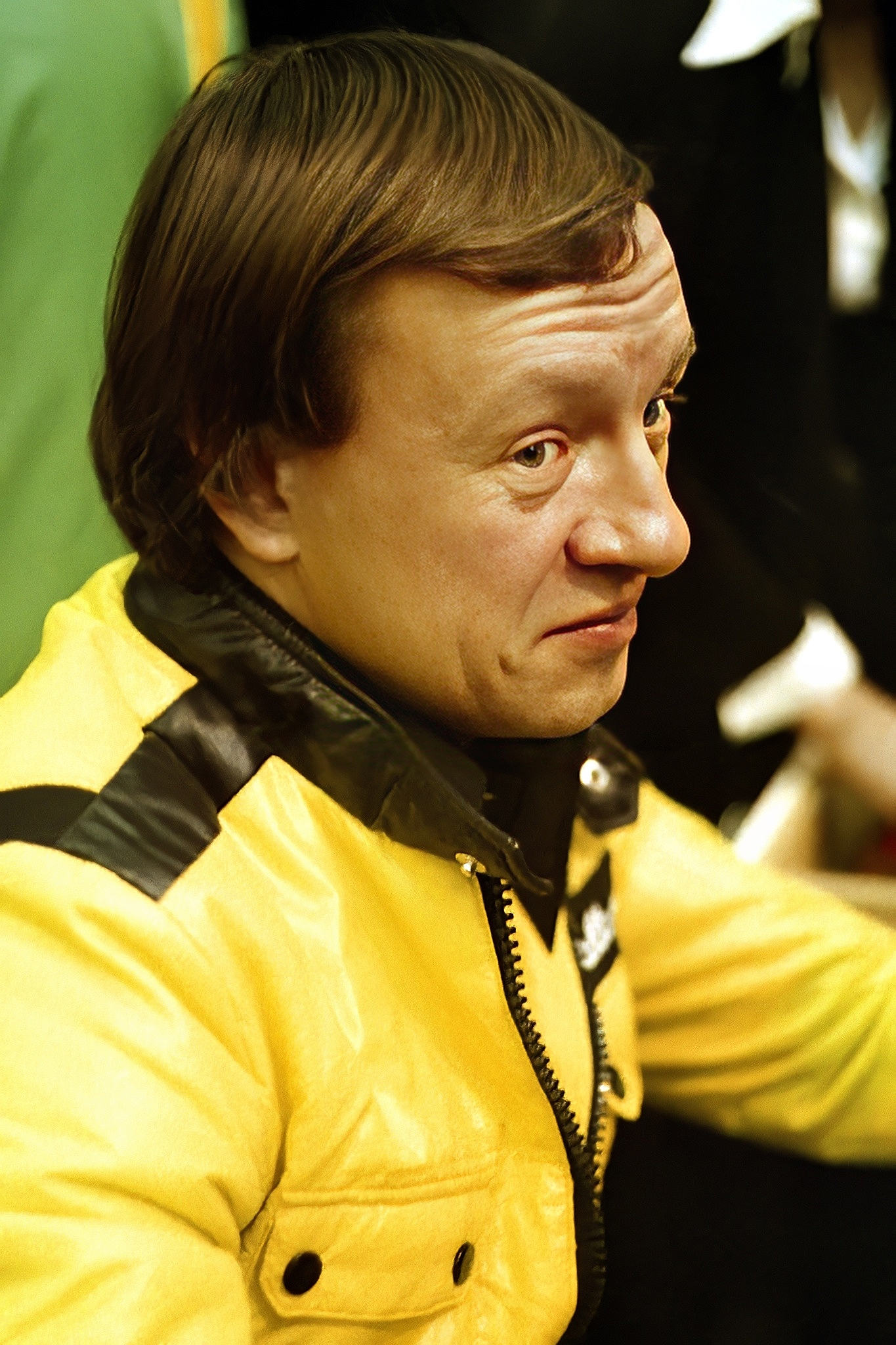
Une nouvelle fois deuxième du Safari, Aaltonen est passé à deux doigts de la victoire cette année.

| Pos | No | Pilote               | Copilote             | Voiture              | Pénalisations | Écart         | Groupe |
| --- | -- | -------------------- | -------------------- | -------------------- | ------------- | ------------- | ------ |
| 1   | 7  | Shekhar Mehta        | Mike Doughty         | Datsun Violet GT     | 3 h 39 min    |               | 4      |
| 2   | 5  | Rauno Aaltonen       | Lofty Drews          | Datsun Violet GT     | 3 h 44 min    | + 5 min       | 4      |
| 3   | 14 | Mike Kirkland        | Dave Haworth         | Datsun 160J PA10     | 4 h 51 min    | + 1 h 12 min  | 2      |
| 4   | 2  | Timo Salonen         | Seppo Harjanne       | Datsun Silvia 200 SX | 7 h 28 min    | + 3 h 49 min  | 2      |
| 5   | 1  | Jochi Kleint         | Gunther Wanger       | Opel Ascona 400      | 8 h 06 min    | + 4 h 27 min  | 4      |
| 6   | 15 | Jean-Claude Lefebvre | Christian Delferrier | Peugeot 504 V6 coupé | 9 h 12 min    | + 4 h 53 min  | 4      |
| 7   | 11 | Yoshio Iwashita      | Yoshimasa Nakahara   | Datsun Silvia 200 SX | 10 h 11 min   | + 6 h 32 min  | 2      |
| 8   | 23 | Jayant Shah          | Rishad Ramir         | Datsun 160J PA10     | 10 h 30 min   | + 6 h 51 min  | 4      |
| 9   | 21 | Malcolm Smith        | David Doig           | Dodge Ramcharger     | 13 h 18 min   | + 9 h 39 min  | 2      |
| 10  | 18 | Rod Hall             | Chris Bates          | Dodge Ramcharger     | 14 h 16 min   | + 10 h 37 min | 2      |

### Équipages de tête
- Les C.H. 1 à 4 ont été supprimés, en raison de l'itinéraire impraticable.
- Anders Kulläng -  Bruno Berglund (Opel Ascona 400) : du C.H. n°5 au C.H. n°8
- Timo Salonen -  Seppo Harjanne (Datsun Silvia 200 SX) : C.H. n°9
- Anders Kulläng -  Bruno Berglund (Opel Ascona 400) : du C.H. n°10 au C.H. n°48
- Shekhar Mehta -  Mike Doughty (Datsun Violet GT) : du C.H. n°49 au C.H. n°84

## Résultats des principaux engagés
| No | Pilote               | Copilote                | Voiture               | Groupe | Classement général                        | Class. groupe |
| -- | -------------------- | ----------------------- | --------------------- | ------ | ----------------------------------------- | ------------- |
| 1  | Jochi Kleint         | Gunther Wanger          | Opel Ascona 400       | 4      | 5e à 4 h 27 min                           | 3e            |
| 2  | Timo Salonen         | Seppo Harjanne          | Datsun Silvia 200 SX  | 2      | 4e à 3 h 49 min                           | 2e            |
| 3  | Alain Ambrosino      | Jean-François Fauchille | Peugeot 504 V6 coupé  | 4      | ab. dans la 3e étape (hors course)        | -             |
| 4  | Anders Kulläng       | Bruno Berglund          | Opel Ascona 400       | 4      | ab. dans la 3e étape (allumage)           | -             |
| 5  | Rauno Aaltonen       | Lofty Drews             | Datsun Violet GT      | 4      | 2e à 5 min                                | 2e            |
| 6  | Guy Fréquelin        | Jean Todt               | Peugeot 504 V6 coupé  | 4      | ab. dans la 2e étape (embrayage)          | -             |
| 7  | Shekhar Mehta        | Mike Doughty            | Datsun Violet GT      | 4      | 1er                                       | 1er           |
| 8  | Rob Collinge         | John Lyall              | Fiat 131 Abarth       | 4      | ab. dans la 3e étape (enlisement)         | -             |
| 9  | Johnny Hellier       | John Hope               | Datsun Bluebird Turbo | 2      | ab. dans la 2e étape (hors course)        | -             |
| 10 | Timo Mäkinen         | Atso Aho                | Peugeot 504 V6 coupé  | 4      | ab. dans la 2e étape (embrayage)          | -             |
| 11 | Yoshio Iwashita      | Yoshimasa Nakahara      | Datsun Silvia 200 SX  | 2      | 7e à 6 h 32 min                           | 3e            |
| 12 | Franz Wittmann       | Rudi Stohl              | Lada 1600             | 2      | ab. dans la 3e étape (différentiel)       | -             |
| 14 | Mike Kirkland        | Dave Haworth            | Datsun 160J PA10      | 2      | 3e à 1 h 12 min                           | 1er           |
| 15 | Jean-Claude Lefebvre | Christian Delferrier    | Peugeot 504 V6 coupé  | 4      | 6e à 4 h 53 min                           | 4e            |
| 16 | Sandro Munari        | Piero Sodano            | Dodge Ramcharger      | 2      | ab. dans la 1re étape (boîte de vitesses) | -             |
| 18 | Rod Hall             | Chris Bates             | Dodge Ramcharger      | 2      | 10e à 10 h 37 min                         | 5e            |
| 21 | Malcolm Smith        | David Doig              | Dodge Ramcharger      | 2      | 9e à 9 h 39 min                           | 4e            |
| 23 | Jayant Shah          | Rishad Ramir            | Datsun 160J PA10      | 4      | 8e à 6 h 51 min                           | 5e            |
| 32 | Robin Ulyate         | Ian Street              | Dodge Ramcharger      | 2      | ab. dans la 3e étape (boîte de vitesses)  | -             |

## Classements des championnats à l'issue de la course

### Constructeurs
- attribution des points : 10, 9, 8, 7, 6, 5, 4, 3, 2, 1 respectivement aux dix premières marques de chaque épreuve, additionnés de 8, 7, 6, 5, 4, 3, 2, 1 respectivement aux huit premières de chaque groupe (seule la voiture la mieux classée de chaque constructeur marque des points). Les points de groupe ne sont attribués qu'aux concurrents ayant terminé dans les dix premiers au classement général.
- seuls les sept meilleurs résultats (sur dix épreuves) sont retenus pour le décompte final des points.

| Pos. | Marque  | Points | M-C  | POR  | SAF  | COR | ACR | ARG | FIN | SAN | CIV | RAC |
| ---- | ------- | ------ | ---- | ---- | ---- | --- | --- | --- | --- | --- | --- | --- |
| 1    | Opel    | 38     | 8+7  | 3+8  | 6+6  |     |     |     |     |     |     |     |
| 2    | Talbot  | 34     | 9+8  | 9+8  | -    |     |     |     |     |     |     |     |
| 3    | Datsun  | 31     | -    | 6+7  | 10+8 |     |     |     |     |     |     |     |
| 4    | Fiat    | 26     | 4+4  | 10+8 | -    |     |     |     |     |     |     |     |
| 5    | Renault | 18     | 10+8 | -    | -    |     |     |     |     |     |     |     |
| 6    | Toyota  | 15     | -    | 8+7  | -    |     |     |     |     |     |     |     |
| 6=   | Ford    | 15     | 3+3  | 4+5  | -    |     |     |     |     |     |     |     |
| 8    | Audi    | 13     | -    | 7+6  | -    |     |     |     |     |     |     |     |
| 9    | Lancia  | 10     | 5+5  | -    | -    |     |     |     |     |     |     |     |
| 9=   | Peugeot | 10     | -    | -    | 5+5  |     |     |     |     |     |     |     |
| 11   | Dodge   | 7      | -    | -    | 2+5  |     |     |     |     |     |     |     |
| 12   | Porsche | 4      | 2+2  | -    | -    |     |     |     |     |     |     |     |

### Pilotes
- attribution des points : 20, 15, 12, 10, 8, 6, 4, 3, 2, 1 respectivement aux dix premiers de chaque épreuve.
- seuls les sept meilleurs résultats (sur douze épreuves) sont retenus pour le décompte final des points.

| Pos. | Pilote               | Marque        | Points | M-C | SUE | POR | SAF | COR | ACR | ARG | BRE | FIN | SAN | CIV | RAC |
| ---- | -------------------- | ------------- | ------ | --- | --- | --- | --- | --- | --- | --- | --- | --- | --- | --- | --- |
| 1    | Markku Alén          | Fiat          | 24     | 4   | -   | 20  | -   |     |     |     |     |     |     |     |     |
| 2    | Henri Toivonen       | Talbot        | 23     | 8   | -   | 15  | -   |     |     |     |     |     |     |     |     |
| 3    | Guy Fréquelin        | Talbot        | 21     | 15  | -   | 6   | -   |     |     |     |     |     |     |     |     |
| 4    | Jean Ragnotti        | Renault       | 20     | 20  | -   | -   | -   |     |     |     |     |     |     |     |     |
| 4=   | Hannu Mikkola        | Audi          | 20     | -   | 20  | -   | -   |     |     |     |     |     |     |     |     |
| 4=   | Shekhar Mehta        | Datsun        | 20     | -   | -   | -   | 20  |     |     |     |     |     |     |     |     |
| 4=   | Jochi Kleint         | Opel          | 20     | 12  | -   | -   | 8   |     |     |     |     |     |     |     |     |
| 4=   | Anders Kulläng       | Opel          | 20     | 10  | 10  | -   | -   |     |     |     |     |     |     |     |     |
| 9    | Ari Vatanen          | Ford          | 15     | -   | 15  | -   | -   |     |     |     |     |     |     |     |     |
| 9=   | Rauno Aaltonen       | Datsun        | 15     | -   | -   | -   | 15  |     |     |     |     |     |     |     |     |
| 9=   | Björn Waldegård      | Ford, Toyota¹ | 15     | 3   | -   | 12¹ | -   |     |     |     |     |     |     |     |     |
| 12   | Pentti Airikkala     | Ford          | 12     | -   | 12  | -   | -   |     |     |     |     |     |     |     |     |
| 12=  | Mike Kirkland        | Datsun        | 12     | -   | -   | -   | 12  |     |     |     |     |     |     |     |     |
| 14   | Michèle Mouton       | Audi          | 10     | -   | -   | 10  | -   |     |     |     |     |     |     |     |     |
| 14=  | Timo Salonen         | Datsun        | 10     | -   | -   | -   | 10  |     |     |     |     |     |     |     |     |
| 16   | Stig Blomqvist       | Saab          | 8      | -   | 8   | -   | -   |     |     |     |     |     |     |     |     |
| 16=  | Tony Pond            | Datsun        | 8      | -   | -   | 8   | -   |     |     |     |     |     |     |     |     |
| 18   | Bernard Darniche     | Lancia        | 6      | 6   | -   | -   | -   |     |     |     |     |     |     |     |     |
| 18=  | Björn Johansson      | Opel          | 6      | -   | 6   | -   | -   |     |     |     |     |     |     |     |     |
| 18=  | Jean-Claude Lefebvre | Peugeot       | 6      | -   | -   | -   | 6   |     |     |     |     |     |     |     |     |